# Predrag Ivanović
Predrag Ivanović (serbisch-kyrillisch Предраг Ивановић; * 24. Juli 1930 in Belgrad; † 4. Mai 2010 ebendort) war ein jugoslawischer bzw. serbischer Jazz- und Unterhaltungsmusiker (Trompete, Gesang, Songwriting, Arrangement) und Filmschauspieler.

## Wirken
Ivanović wurde bereits 1948 als Trompeter Mitglied des Unterhaltungsorchesters von Radio Belgrad. Daneben spielte er bei Mihajlo Živanovićs Fis major, dem großen Orchester von KUD Polet und war Teilnehmer des Bled Jazz Festival 1960 (Mitschnitt bei Jugoton) und 1962; er trat auch mehrfach beim Jazzfestival Ljubljana auf. Mit der Big Band von Radio Belgrad, deren Mitglied er bis 1974 war, konzertierte er beim Festival in Juan-Les Pins. Mit dem Sextett The Old Gossips (Stari Tracheri) spielte er beim Montreux Jazz Festival 1969. Ab Mitte der 1970er Jahre war er als Berater in der Musikproduktion von Radio Belgrad tätig.
Ivanović gründete zudem 1952 das Vokalquartett Predrag Ivanović, mit dem ab 1962 auch zwei Alben entstanden und dem neben ihm, Velizar Bata Senić und Mara Janković auch seine Frau, Aleksandra Ivanović, angehörte. Die Gruppe sang Jazz- und Poptitel. Als Komponist verfasste er die Ballade „Pod sjajem zvezda“, die sich in Jugoslawien zum Evergreen entwickelte, und zahlreiche weitere Melodien und Arrangements. Gelegentlich war er auch als Filmschauspieler tätig.
Aufgrund des Dekrets der serbischen Regierung wurde Ivanović eine Sonderauszeichnung für einen herausragenden Beitrag zur nationalen Kultur in der Republik Serbien verliehen.